# Spirogyra (band)
Spirogyra was een Britse muziekgroep die actief was van 1967 tot en met 1974. In de jaren nul van de 21e eeuw werd geprobeerd de band nieuw leven in te blazen, zonder resultaat, al verscheen er toch een aantal albums.
De band werd in 1967 opgericht door Martin Cockerham (zang, gitaar) en Mark Francis. Thuisbasis was Bolton. Cockerham was toen nog student, die ging studeren aan de Universiteit van Kent te Canterbury. De band werd uitgebreid met Barbara Gaskin (zang), Steve Borrill (basgitaar) en Julian Cusack. Gespeeld werd een mengeling van folk, folkrock, progressieve rock en psychedelische rock. De groep vond voor zijn management onderdak bij muziekproducent Max Hole. In drie jaar tijd volgden drie studioalbums, waarvan niet een de albumafdeling van UK Singles Chart wist te bereiken. Een poging om de financiën voor een vierde album van de grond te krijgen mislukte. Eind 1974 viel het doek voor Spirogyra, dat toen bestond uit Cockerham, Gaskin met Rick Biddulph (basgitaar) en Jon Gifford (blaasinstrumenten).   

## Discografie
Op de drie eerste albums leek Dave Mattacks de vaste drummer te worden; hij had echter genoeg werk bij Fairport Convention.
- 1971: St. Radigunds
- 1972: Old boot wine
- 1973: Bells, boots and shambles
- 2009: Children’s earth (Cockerham, Francis)
- 2011: Spirogyra 5 (Cockerham, Francis, Henry Lowther)